# Дерби Ленинградки

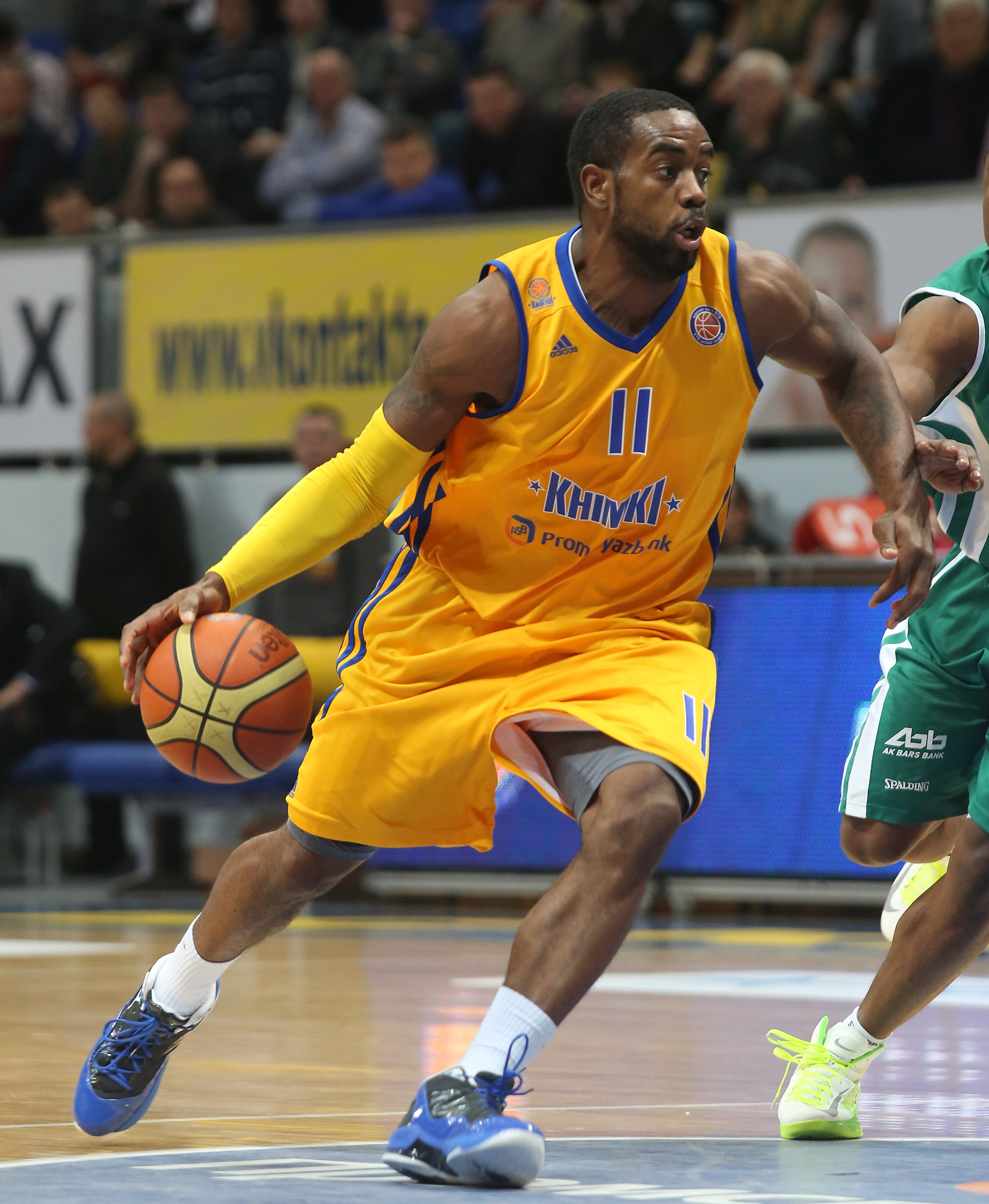
Игрок Химок Кей Си Риверс

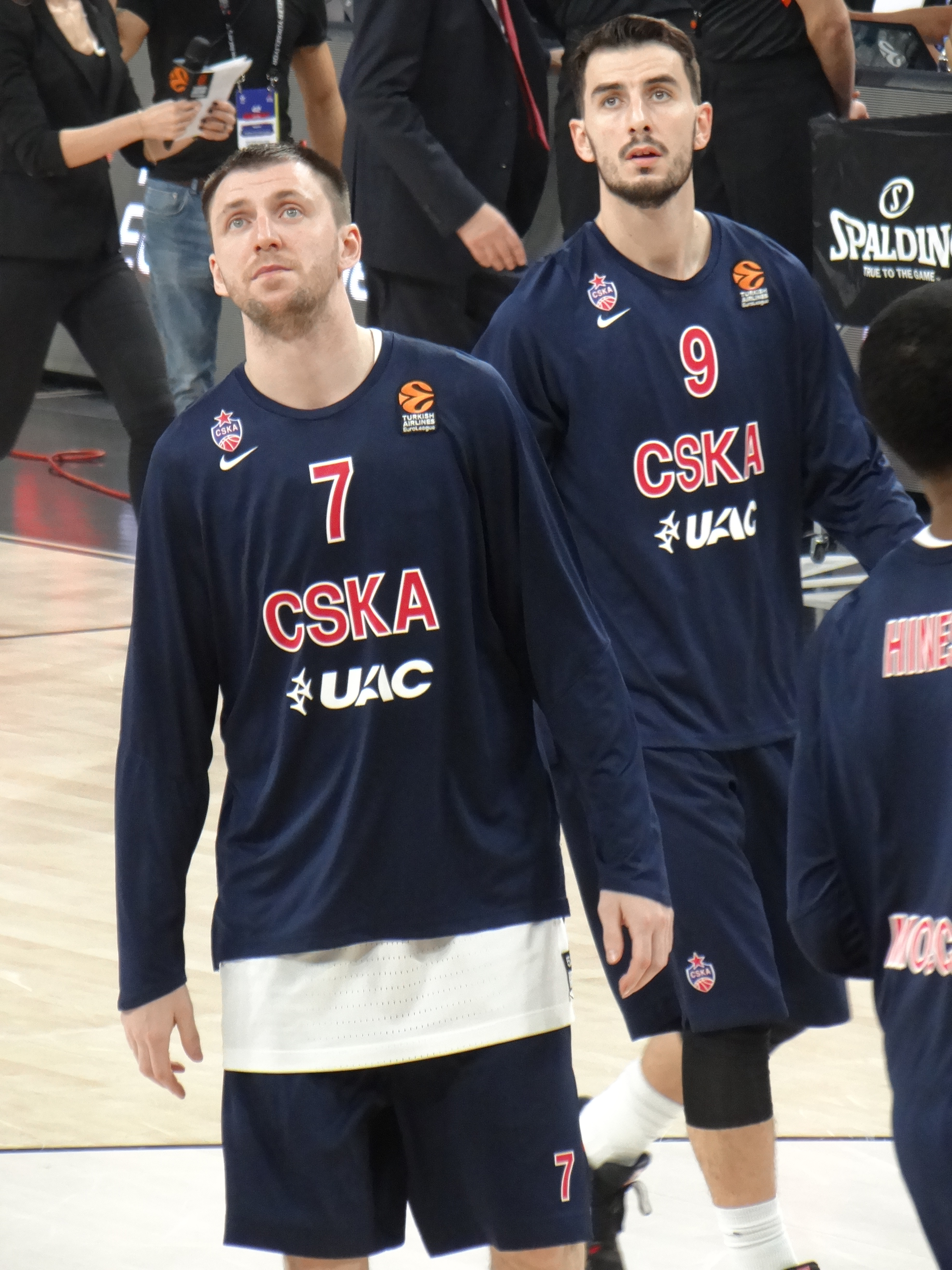
Игроки ЦСКА Виталий Фридзон и Лео Вестерман

Дерби Ленинградки — противостояние между баскетбольными клубами ЦСКА и «Химки», базирующимися неподалёку друг от друга в районе «Ленинградки» (Ленинградское шоссе и Ленинградский проспект). Большинство игр закончились победой ЦСКА. На январь 2020 года соперники встречались 113 раз.

## История
Команды встретились впервые в сезоне 2000/2001, с момента выступления «Химок» в российской баскетбольной суперлиге.
В рамках Кубка России команды встречались 4 раза, «Химки» победили лишь однажды (в финале Кубка в сезоне 2007/2008).
Когда Единая Лига ВТБ ещё была региональным турниром, «Химки» смогли выиграть титул чемпиона лиги ВТБ (тогда он назывался «Кубок промо-Единая Лига ВТБ»). Команды несколько раз встречались в финале плей-офф Лиги сезона 2007/2008, когда ЦСКА обыграл «Химки», в сезоне 2010/2011 «Химки» в дерби. После того как Единая Лига стала Чемпионатом России по баскетболу, «Химки» больше не доминируют в ней, хотя сталкивались с ЦСКА в финале сезона 2014/2015 и 2016/2017.
Даже когда ЦСКА доминировал и побеждал в евролиге, «Химки» сумели обыграть ЦСКА в «дерби», но счёт личных встреч остаётся пользу ЦСКА с большим преимуществом. Клубы встречались в рамках Евролиги, но даже там большее количество побед в очных встречах у ЦСКА, а также обе команды встречались в четвертьфинале Евролиги 2017/2018 сезон.

## Рекорды дерби
- Самая крупная победа ЦСКА — 104:64(+40)
- Самая крупная победа «Химок» — 85:67(+18)

### Сравнение титулов
|                    | Химки | ЦСКА |
| ------------------ | ----- | ---- |
| Чемпионат России   | 0     | 26   |
| Кубок России       | 1     | 4    |
| Единая лига ВТБ    | 1     | 10   |
| Еврокубок          | 2     | 0    |
| Евролиги           | 0     | 8    |
| Количество титулов | 4     | 48   |